# Акмарал Аристанбекова
Акмарал Хайдарівна Аристанбекова (12 травня 1948, Алмата) — казахстанський дипломат. Міністр закордонних справ Казахської РСР (1989—1991), Постійний представник Казахстану при Організації Об'єднаних Націй (1992—1999). Доктор історичних наук, професор.

## Біографія
У 1971 році закінчила Казахський державний університет ім. С. М. Кірова. Аспірантуру Казахського університету (1974 р.), хімік, кандидат хімічних наук (тема дисертації: «Кінетика та селективність гідрування сумішей органічних сполук», 1974 р.).
У 1974—1978 рр. — молодший, старший науковий співробітник лабораторії органічного каталізу Казахського державного університету (нині Казахський національний університет імені аль-Фарабі)
У 1978—1981 рр. — завідувач відділу роботи з науковою молоддю ЦК ЛКСМ Казахстану
У 1981—1983 рр. — секретар ЦК ЛКСМ Казахстану;
У 1983—1984 рр. — заступник голови президії Казахського товариства дружби та культурного зв'язку із зарубіжними країнами.
У 1984—1989 рр. — голова президії Казахського товариства дружби та культурного зв'язку із зарубіжними країнами
У 1989—1991 рр. — Міністр закордонних справ Казахської РСР
У 1991—1992 рр. — старший радник Представництва Російської Федерації при Організації Об'єднаних Націй (ООН) — представник Республіки Казахстан
У 1992—1999 рр. — Постійний представник Казахстану при Організації Об'єднаних Націй
У 1996—1999 рр. — Надзвичайний і повноважний посол Республіки Казахстан в Республіці Куба за сумісництвом.
У 1999—2003 рр. — Надзвичайний і повноважний посол Республіки Казахстан у Французькій Республіці, Постійний Представник Республіки Казахстан при ЮНЕСКО за сумісництвом.

## Дипломатичний ранг
- Надзвичайний і Повноважний Посол.

## Автор праць
- Казахстан в ООН: история и перспективы / Акмарал Арыстанбекова. - Алматы : Дайк Пресс, 2004. - 433 с.; 22 см.; ISBN 9965-699-21-6[2]